# Золотаревский, Исаак Яковлевич
Исаак Яковлевич Золотаре́вский (укр. Ісак Золотаревський; 4 апреля 1906, Черкассы — 27 ноября 1973, Киев) — украинский советский писатель-сатирик, поэт, переводчик. Писал на русском и украинском языках.
Автор эстрадных скетчей дуэта Тарапунька и Штепсель, Константина Яницкого (1919—2001) и других мастеров разговорного жанра.

## Биография
Родился в Черкассах, был младшим из двух братьев в семье фотографов и владельцев фотоателье «Львув-Золотаревский» — Якова (Хаим-Янкеля) Моисеевича Золотаревского (1871—1934) и Любови Борисовны Львув (ум. 1947, после смерти мужа работала дамской портной). С 1929 года, после окончания электротехнического факультета Киевского политехнического института, работал инженером на Челябинской гидроэлектростанции; с 1931 по 1937 год работал в Укрособэлектромонтаже в Киеве. Входил в творческую компанию «Чипыстан» (чижий-пыжий стан, — писатель Р. С. Скоморовский, композитор Е. Э. Жарковский, историк Ю. А. Бер, писатель Д. Э. Урин, А. Я. Каплер и другие). С 1937 года работал заместителем Главного энергетика на Новочеркасском паровозостроительном заводе, но был вскоре арестован по обвинению во вредительстве; после освобождения в 1939 году вернулся на завод, вскоре был назначен начальником производственно-технического отдела Укркоммунэнерго в Киеве.
В 1941 году совместно со своим шурином, композитором Евгением Жарковским написал оперетту «Её герой», которая была принята к постановке Московским театром оперетты (и отложена из-за начала войны). После начала военных действий, вместе с предприятиями Укркоммунэнерго эвакуирован в Харьков, оттуда в Чимкент, а в 1943 году с Особвосмонтажем в село Калиничи под Астраханью. После освобождения Киева участвовал в восстановлении Киевской электростанции и был назначен директором электроремонтного завода треста «Особвосмонтаж». Во время кампании по борьбе с космополитизмом был вынужден покинуть завод и начал заниматься литературным трудом — писал стихотворные фельетоны и юморески для журналов «Крокодил» и «Перець», интермедии и скетчи для эстрадных мастеров разговорного жанра, конферансье и ведущих. Печатал сатирические стихи в журнале «Дніпро» (под именем Иван Золотаревский).
С конферансье Николаем Синёвым написал пьесу «Транзитные пассажиры», по которой композитор Оскар Сандлер написал одноимённую оперетту (1956). Пьеса и оперетта были поставлены различными театрами Украины и СССР. По подстрочнику М. Г. Абезгауз выполнил стихотворные переводы на русский язык пьес Лопе де Веги «Валенсианские безумцы» и «По мостику Хуана» (1964).
С 1962 года — член Союза писателей СССР и Литфонда Украинской ССР.

## Семья
- Жена (с 1929 года) — Маргарита Эммануиловна Золотаревская (1909—1989), сестра композитора Евгения Эммануиловича Жарковского[8].
  - Сын — Валерий Исаакович Золотаревский (род. 1939), инженер-изобретатель[9], автор мемуаров о своей семье[10].
  - Дочь — Ирина Исааковна Берковская (род. 1932)[11].
    - Внук — Владимир Маратович Берковский, инженер, живущий с 1994 года в Германии (Ганновер).
    - Внук — Алексей Маратович Берковский, инженер[12]; женат на исполнительнице старинной музыки и музыкальном педагоге (барочная скрипка, виола да гамба) Юлии Лазаревне Лурье (род. 1962).
- Брат — Александр Яковлевич Строев (Золотаревский, 1904—1976), журналист и редактор в Киеве, Одессе и Москве, в том числе «Пионерской правды», главный редактор журнала «Вожатый» и отдела фантастики и приключенческой литературы издательства «Молодая гвардия».

## Сборники сатирических стихов

### На русском языке
- Наболевший вопрос. Библиотека «Крокодила». — М.: Правда, 1955.
- Разрешите побеспокоить (с А. М. Костовецким и Е. П. Чеповецким). Художник Бе-Ша. — Киев: Радянский письменник, 1956.
- Белые вороны (сатирические и юмористические стихи). — М.: Советский писатель, 1960.
- В порядке зарядки. Библиотека «Крокодила». — М.: Правда, 1966.
- По движущимся целям. — Киев: Радянский письменник, 1970.
- Нечистая сила (сатира и юмор). — М.: Правда, 1974.

### На украинском языке
- Головна перешкода. — Київ: Радянський письменник, 1967.
- Голий король. — Київ: Радянська Україна, 1974.